# ラッキーリクエスト まわせ!ダイヤル
ラッキーリクエスト まわせ! ダイヤルは、1969年10月11日から1975年4月5日までのうちナイターオフ期間中（10月 - 4月）のみ、STVラジオ（当時は札幌テレビ放送ラジオ局）で放送されていた、ラジオのリクエスト番組・音楽バラエティ番組。

## 概要
『STVアタックナイター』（現・STVファイターズLIVE）の放送されていない毎年10月から4月にかけて放送されていた土曜日夜のワイド番組。本番組がスタートする前年度（1968年10月 - 1969年3月）に土曜のナイターオフ枠で放送されていた『ダイヤルリクエスト』は番組放送開始前に電話リクエストを受け付けていたが、この番組では番組開始と同時に電話リクエスト受付も開始。「あなたのリクエストはどんな曲でもその場でレコードを探して、すぐ放送します」ということが売りという番組であり、「生放送のハプニングの面白さとスリルがいっぱい」なことが番組の特徴とされていた。リクエストを寄せたリスナー層は、下は4歳の子どもから上は60歳以上と幅広かった。

## 放送期間
- 1969年度：1969年10月11日 - 1970年4月4日
- 1970年度：1970年10月10日 - 1971年4月3日
- 1971年度：1971年10月9日 - 1972年4月1日
- 1972年度：1972年10月14日 - 1973年4月7日
- 1973年度：1973年10月13日 - 1974年4月6日
- 1974年度：1974年10月12日 - 1975年4月5日

## 放送時間
- 1969年度：土曜日 21:00 - 22:00[6]
- 1970年度：土曜日 20:00 - 22:00[3]
- 1971年度：土曜日 20:00 - 21:45[7]
- 1972年度・1973年度：土曜日 19:30 - 21:00[8][9]
- 1974年度：土曜日 19:30 - 21:25[4]

## パーソナリティ
- 巻山晃 （1969年度 - 1971年度）
- 笹原嘉弘 （1972年度 - 1974年度）
- 松田久美子 （1970年度 - 1972年度／1974年度）
- 稲垣美知子 （1973年度）

## 主なコーナー・企画
- のど自慢コーナー[7]
- 特技披露コーナー[7]
- ラッキーコール
  - （1970年度は、その日リクエストを寄せた全てのリスナーの中から抽選し、その場でプレゼントが当たった。1971年度は、受付開始後の1人目のリクエスト電話から数えて「100人目」「200人目」「300人目」「400人目」など区切りの数字に該当するリクエストを寄せたリスナーにプレゼントを贈呈[7]）
- まわせ! ルーレット
  - （あらかじめ年齢層、誕生日、職業などのカテゴリーでリスナーを分類し、ルーレット（回転式抽選器）で決めたカテゴリーに該当するリスナーからのリクエストを優先してオンエア、時々電話をつないでパーソナリティたちとトーク[7]）
- あなたのコーナー
  - （年齢層、誕生日、職業など特定して指定し、それに該当したリスナーと電話をつないでパーソナリティたちとトーク。時々リスナーが自分で決めた出し物（童謡を浪曲調に歌う、など）をその場で披露するという企画もあった[7]）